# 関盛吉
関 盛吉（せき もりよし）は、安土桃山時代から江戸時代前期にかけての武将。

## 生涯
生年は不明だが、伊勢国の国人領主・関盛信の子として生まれたとされる。
織田信長の天下統一事業の進むなか、初めに柴田勝豊（柴田勝家の養子）に1,000石で仕え、天正7年（1579年）には加賀一向一揆と戦った。
豊臣秀吉が信長の事業を引き継ぐと、これに従ってその配下の蒲生氏郷に仕え、天正14年（1586年）7月から同15年（1587年）4月にかけての九州平定で功を挙げた。
のちに氏郷が会津へ転封された際にも氏郷に従い、猪苗代城の城代となって7,000石を領した。氏郷の死後はその子・秀行に仕えたが、秀行が宇都宮12万石へ減封されると、兄・一政の配下となった。
しかし、一政が元和4年（1618年）に改易されると土井利勝の食客となったという。

## 系譜
- 父：関盛信（? - 1593年）
- 母：不詳
- 正室：森本氏
  - 長男：関氏盛（? - 1674年） - 関一政の養子
- 生母不明の子女
  - 女子：大河内重綱正室

子の氏盛は一政の養嗣子となって関家を継ぎ、近江蒲生郡に5,000石の領地を得て旗本となった。子孫は中山陣屋に拠った。
また、氏盛の娘は大河内重綱の正室となって大河内信久を産み、血を伝えている（盛吉 - 氏盛 - 娘 - 信久 - 信相 - 久豊 - 豊貫 - 久雄 - 久徴 - 久信 - 久道 - 久成 - ）。